# Sieroty (gromada)
Sieroty – dawna gromada, czyli najmniejsza jednostka podziału terytorialnego Polskiej Rzeczypospolitej Ludowej w latach 1954–1972.
Gromady, z gromadzkimi radami narodowymi (GRN) jako organami władzy najniższego stopnia na wsi, funkcjonowały od reformy reorganizującej administrację wiejską przeprowadzonej jesienią 1954 do momentu ich zniesienia z dniem 1 stycznia 1973, tym samym wypierając organizację gminną w latach 1954–1972.
Gromadę Sieroty z siedzibą GRN w Sierotach utworzono – jako jedną z 8759 gromad na obszarze Polski – w powiecie gliwickim w woj. stalinogrodzkim, na mocy uchwały nr 18/54 WRN w Stalinogrodzie z dnia 5 października 1954. W skład jednostki wszedł obszar dotychczasowej gromady Sieroty ze zniesionej gminy Wielowieś oraz obszar dotychczasowej gromady Zacharzowice ze zniesionej gminy Łubie w tymże powiecie. Dla gromady ustalono 10 członków gromadzkiej rady narodowej.
20 grudnia 1956 województwo stalinogrodzkie przemianowano (z powrotem) na katowickie.
1 stycznia 1958 gromadę zniesiono, a jej obszar włączono do gromad Wielowieś (wsie Sieroty z przysiółkami Chwoszcz i Żabinka) i Łubie (wieś Zacharzowice) w tymże powiecie.